# Апаресида-ду-Риу-Негру

Апаресида-ду-Риу-Негру на карте штата.

Апаресида-ду-Риу-Негру (порт. Aparecida do Rio Negro) — муниципалитет в Бразилии, входит в штат Токантинс. Составная часть мезорегиона Восточный Токантинс. Входит в экономико-статистический микрорегион Порту-Насиунал. Население составляет  4 213 человек на 2010 год. Занимает площадь 1 160,368 км². Плотность населения — 3,63 чел./км².

## Демография
Согласно сведениям, собранным в ходе переписи 2010 г. Национальным институтом географии и статистики (IBGE), население муниципалитета составляет:
| Полное население                               | Полное население                               | Полное население                               | Полное население                               | 4 213 |
| ---------------------------------------------- | ---------------------------------------------- | ---------------------------------------------- | ---------------------------------------------- | ----- |
| в том числе:                                   | Городское население                            | 3 313                                          | Процент городского населения, %                | 78,64 |
|                                                | Сельское население                             | 900                                            | Процент сельского населения, %                 | 21,36 |
|                                                | Мужское население                              | 2 170                                          | Процент мужского населения, %                  | 51,51 |
|                                                | Женское население                              | 2 043                                          | Процент женского населения, %                  | 48,49 |
| Плотность населения, чел/км²                   | Плотность населения, чел/км²                   | Плотность населения, чел/км²                   | Плотность населения, чел/км²                   | 3,63  |
| Население муниципалитета в % к населению штата | Население муниципалитета в % к населению штата | Население муниципалитета в % к населению штата | Население муниципалитета в % к населению штата | 0,30  |

По данным оценки 2016 года население муниципалитета составляет 4 618 жителей.

## Статистика
- Валовой внутренний продукт на 2003 составляет 8.860.172,00 реалов (данные: Бразильский институт географии и статистики).
- Валовой внутренний продукт на душу населения на 2003 составляет 2.449,59 реалов (данные: Бразильский институт географии и статистики).
- Индекс развития человеческого потенциала на 2000 составляет 0,675 (данные: Программа развития ООН).

## Важнейшие населенные пункты
| № | Населённый пункт       | Населённый пункт (порт.) | Категория | Население чел. (2010) | На карте                       |
| - | ---------------------- | ------------------------ | --------- | --------------------- | ------------------------------ |
| 1 | Апаресида-ду-Риу-Негру | Aparecida do Rio Negro   | город     | 3 313                 | 9°57′10″ ю. ш. 47°58′39″ з. д. |